# Sia Kangri
Sia Kangri – szczyt w łańcuchu Siachen Muztagh, który jest częścią Karakorum. Jest to 71 szczyt Ziemi.
Pierwszego wejścia dokonali członkowie ekspedycji prowadzonej przez Güntera Oskara Dyhrenfurtha: Hans Ertl i Albrecht Höcht 12 sierpnia 1934 r.